# Ranoji Rao Sindhia
Shrimant Sardar Ranoji Rao Scindia (o Sindhia) Bahadur, fou subadar de Malwa amb seu a Ujjain, fill de Shrimant Jankoji Scindia, Patil (cap de poble) de Kanherkheda, al Dècan (a 26 km de Satara).
Era el porta-estores del peshwa maratha Balaji, al començament del segle XVIII, i va ascendir dins a la jerarquia del peshwa; va rebre un títol de l'emperador i una parenta es va casar amb Raja Sahu, fill i successor de Sambhaji. Per les seves qualitats militars Ranoji va arribar a dirigir la guàrdia reial. Va dirigir les expedicions dels marathes a Malwa (1726) junt amb Malhar Rao Holkar (fundador de la casa d'Indore) i va ser autoritzat pel peshwa per recaptar el chauth (el 25% de les taxes) i el sardeshmukhi (el 10% extra per damunt del chauth), conservant per a si mateix el makossa (la meitat de l'altra 65%) el 1731. Fou nomenat subadar el 1736. Va establir la seva capital a Ujjain i va morir el 19 de juliol de 1745 a Shujalpur on es conserva el seu cenotafi. A la seva mort dominava extenses regions de les quals l'estat de Gwalior fou la continuació.
Es va casar amb Shrimant Akhand Soubhagyavati Nimba Bai Sahib Scindia àlies Maina Bai Sahib i després amb Shrimant Akhand Soubhagyavati Chima Sahib Scindia. Va deixar tres fills legítims: Jayappa, Dattaji i Jotiba, i dos d'il·legitims, Tukaji i Mahadji. Jayappa Rao Sindhia el va succeir.